# Alpha (álbum de Asia)
Alpha es el segundo álbum de estudio de la banda británica de rock progresivo Asia y fue publicado en formato de disco de vinilo y casete en 1983 por Geffen Records. Fue relanzado en 1988, 1995 y 2011 por la misma discográfica.

## Desarrollo del álbum
Este disco fue grabado durante la primavera de 1983 en Le Studio y Manta Sound, localizados en Morin Heights, Quebec y Toronto, Ontario, Canadá, respectivamente.  La letra y música de todos los temas de Alpha fueron realizados por el vocalista y bajista John Wetton y el teclista Geoff Downes, a excepción de «The Smile Has Left Your Eyes», la cual fue escrita por Wetton.
Además, Alpha fue el último álbum en incluir a los miembros originales de la banda (Wetton, Downes, Palmer, Howe) hasta que se grabó Phoenix en el 2008.

## Recibimiento
En general, este álbum consiguió una buena aceptación del público en todo el mundo. Primeramente, en Estados Unidos se posicionó en el 6.º puesto del Billboard 200 en 1983,  mientras que los sencillos «Don't Cry» y «The Smile Has Left Your Eyes» se ubicaron en la lista del Billboard Hot 100, haciéndolo en los lugares 10.º y 34.º respectivamente.  Además, «The Heat Goes On» (el cual fue lanzado como sencillo solamente en Japón) llegó posicionarse en el 5.º del Mainstream Rock Tracks. Además, Alpha fue certificado disco de platino el 11 de octubre de 1983 por la Asociación de la Industria Discográfica de Estados Unidos (RIAA por sus siglas en inglés).
Mientras tanto, en el Reino Unido fue recibido también de buena forma, de hecho alcanzó una mejor posición que su antecesor.  Este álbum se colocó en el 5.º lugar en la UK Albums Chart. También Alpha fue certificado en este país, aunque a diferencia de lo que ocurrió en EE. UU., la Industria Fonográfica Británica lo premió con disco de plata.
En Canadá, Alpha obtuvo gran éxito en esta nación, llegando a la 10.º posición de la lista de la RPM Magazine el 17 de septiembre de 1983 y permaneció en dicho puesto 3 semanas consecutivas. Al igual que Alpha, el tema «Don't Cry» su ubicó en el 10.º lugar, pero del listado de los 50 sencillos más exitosos, realizado por la misma revista, curiosamente el mismo día. La Asociación Canadiense de la Industria Discográfica (CRIA por sus siglas en inglés) le otorgó disco de platino.

## Recepción de la crítica
Según el crítico de Allmusic, Tom Demalon, «Alpha se encargó de mantener los anteriores sonidos de Asia frescos, pero falló rotundamente».  Dijo además que «Alpha no llevaba esa fuerza sónica pura que sí tenía su álbum debut homónimo». Por último, concluyó diciendo que «Alpha  desgraciadamente decepcionó, especialmente por el buen inicio que obtuvo la banda».

## Lista de canciones

### Lado A
| Side one |                                     |                            |          |  |
| N.º      | Título                              | Escritor(es)               | Duración |  |
| 1.       | «Don't Cry»                         | John Wetton / Geoff Downes | 3:41     |  |
| 2.       | «The Smile Has Left Your Eyes»      | John Wetton                | 3:13     |  |
| 3.       | «Never in a Million Years»          | Wetton / Downes            | 3:46     |  |
| 4.       | «My Own Time (I'll Do What I Want)» | Wetton / Downes            | 4:49     |  |
| 5.       | «The Heat Goes On»                  | Wetton / Downes            | 5:00     |  |

### Lado B
| Side one |                    |                 |          |  |
| N.º      | Título             | Escritor(es)    | Duración |  |
| 1.       | «Eye to Eye»       | Wetton / Downes | 3:14     |  |
| 2.       | «The Last to Know» | Wetton / Downes | 4:40     |  |
| 3.       | «True Colors»      | Wetton / Downes | 3:56     |  |
| 4.       | «Midnight Sun»     | Wetton / Downes | 3:42     |  |
| 5.       | «Open Your Eyes»   | Wetton / Downes | 6:26     |  |

## Créditos

### Asia
- John Wetton — voz principal y bajo
- Geoff Downes — teclados y coros
- Carl Palmer — batería y percusiones
- Steve Howe — guitarra y coros

### Personal de producción
- Mike «Clay» Stone — productor, ingeniero de audio y mezclador
- Paul Nothfield — ingeniero de audio y mezclador
- Frank Opolko — ingeniero asistente
- Robbie Wheelan — ingeniero asistente
- Roger Dean — diseñador de arte de portada e ilustrador

## Posicionamiento
| Año  | País           | Lista                    | Posición máxima |
| ---- | -------------- | ------------------------ | --------------- |
| 1983 | Alemania       | Media Control Charts     | 11.º            |
| 1983 | Canadá         | RPM Magazine             | 10.º            |
| 1983 | Estados Unidos | Billboard 200            | 6.º             |
| 1983 | Francia        | SNEP                     | 19.º            |
| 1983 | Japón          | Oricon                   | 4.º             |
| 1983 | Noruega        | VG-lista Topp 40         | 8.º             |
| 1983 | Países Bajos   | Mega Album Top 100       | 9.º             |
| 1983 | Reino Unido    | UK Album Chart           | 5.º             |
| 1983 | Suecia         | Sverigetopplistan Top 60 | 9.º             |
| 1983 | Suiza          | Schweizer Hitparade      | 18.º            |